# Mycosphaerella sumatrensis
Mycosphaerella sumatrensis är en svampart som beskrevs av Crous & M.J. Wingf. 2006. Mycosphaerella sumatrensis ingår i släktet Mycosphaerella och familjen Mycosphaerellaceae.   Inga underarter finns listade i Catalogue of Life.